# الصوائف والشواتي
الصوائف والشواتي هي عبارة عن  حملات عسكرية ودوريات منتظمة لحماية حدود البلاد الإسلامية من أعداء البلاد وخطرهم، وتحدث في فصلي الصيف والشتاء.

## سبب التسمية
سميت بالصوائف والشواتي لأن المناطق التي تذهب إليها هذه الحملات تتميز بشكل عام بأن طبيعتها جبلية وعرة وتتخللها الأودية والذي يميزها هو مناخها البارد شتاء والمعتدل صيفا مما جعل العرب يحاولون التكيف مع هذه المناطق من خلال حملاتهم في فصلي الشتاء والصيف.

## نشأة الصوائف والشواتي
أنشأها عمر بن الخطاب رضي الله عنه وقت خلافته لتحصين حدود الدولة بريا وبحريا، ولكنها اشتهرت وتوسع مجال وعمل هذه الحملات وتطورت في عهد الدولة الأموية وبالتحديد في عهد الخليفة معاوية بن أبي سفيان لردع الإمبراطورية الرومانية في عام 41هـ/661م.

## أشهر قادة الصوائف والشواتي
- أبو عبيدة بن الجراح.
- معاوية بن أبي سفيان.
- النعمان بن مقرن.[5]

## أهداف الصوائف والشواتي
تحسين المواقع الدفاعية للبلاد الإسلامية، والتقدم في الأراضي البيزنطية واستكشافها، والسيطرة على الثغور والقرى الحدودية في الدولة، وحرمان العدو من تهديد بلاد الإسلام، والسبب الرئيسي لحملات الصوائف والشواتي هو إسقاط قلعة الروم المنيعة القسطنطينية.

## أكبر حملات الصوائف والشواتي
- حصار القسطنطينية الثاني والثالث والرابع.
- معركة الطوانة.[2]